# لورين أشلي كارتر
لورين أشلي كارتر (بالإنجليزية: Lauren Ashley Carter)‏ هي منتجة أفلام وممثلة أمريكية، ولدت في القرن العشرين.

## وصلات خارجية
- لورين أشلي كارتر على موقع IMDb (الإنجليزية)
- لورين أشلي كارتر على موقع ألو سيني (الفرنسية)
- لورين أشلي كارتر على موقع أول موفي (الإنجليزية)
- لورين أشلي كارتر على موقع قاعدة بيانات الأفلام السويدية (السويدية)
- لورين أشلي كارتر على موقع قاعدة بيانات الفيلم (الإنجليزية)
- لورين أشلي كارتر على موقع كينوبويسك (الروسية)